# Sapajus flavius
Sapajus flavius är en primat i underfamiljen kapuciner som förekommer i östra Brasilien. Johann Christian Daniel von Schreber som gjorde den första vetenskapliga beskrivningen bifogade bara en teckning men ingen holotyp. Under mer än 200 år tvivlades om denna primat överhuvudtaget finns. Året 2005 hittades levande exemplar som bekräftade den ursprungliga beskrivningen. En annan forskargrupp återupptäckte arten samtidig men de såg inte att djuret var känt sedan tidigare. Deras namn för arten, Cebus queirozi, listas som synonym.

## Utseende
Hos ett fåtal individer registrerades en kroppslängd (huvud och bål) av 35,1 till 36,1 cm (honor) respektive 36,8 till 40,0 cm (hannar), en svanslängd av 42 cm (honor) respektive 37,8 cm (hannar) samt en vikt av 1,8 till 2,5 kg (honor) respektive cirka 3 kg (hannar). Arten tillhör släktet Sapajus som egentligen kännetecknas av två tofsar på hjässan men denna art saknar tofsar. Istället har flera exemplar vita ställen på hjässan. Nästan hela kroppen är täckt av gulbrun päls och undersidan samt svansen är lite mörkare. I ansiktets centrum saknas hår och huden är mörk rosa.

## Utbredning
Arten är bara känd från delstaterna Alagoas, Paraíba och Pernambuco i östra Brasilien vid Atlanten. Habitatet utgörs av regnskogar med delvis lövfällande träd. Primaten besöker även angränsande träskmarker som domineras av växter från släktet Montrichardia, buskskogar med några kaktusar, mangrove och odlingsmark.

## Ekologi
Sapajus flavius äter olika växtdelar som frukter och blad samt insekter, spindeldjur och mindre ryggradsdjur. Olika flockar i delstaten Paraíba använde en pinne för att komma åt termiter. Detta beteende observerades inte i andra regioner. Arten klättrar vanligen i träd och buskar men i områden med taggiga buskar går den på marken. Individerna bildar flockar med 7 till 72 medlemmar. Flockarna är inte fasta och ett utbyte sker hela tiden. Antagligen kan honor para sig hela året.
Allmänt antas att levnadssättet är lika som hos andra kapuciner.

## Status
Arten jagas för köttets skull och flera exemplar fångas och hölls som sällskapsdjur. IUCN uppskattar hela beståndet med 180 exemplar som dessutom är uppdelad i flera från varandra skilda populationer. Sapajus flavius listas därför som akut hotad (CR).